# Los Gatos (Band)
Los Gatos (span. Die Katzen) waren eine argentinische Band aus Rosario, die zu den Pionieren der Rockmusik in diesem südamerikanischen Land zählten. Sie gehörten gemeinsam mit Almendra und Manal zu den ersten Bands der Stilrichtung, die eigene Songs komponierten und nicht nur anglo-amerikanische Titel nachspielten.

## Geschichte
Begonnen hatte die Band Anfang der 1960er Jahre als Coverband unter dem Namen Los Gatos Salvajes. Ab Mitte des Jahrzehnts bekamen sie Kontakt zur Rockszene in Buenos Aires und begannen, erste eigene Songs zu komponieren. 1967 benannten sie sich in Los Gatos um. Ihr Titel La Balsa, von dem sich mehr als 200.000 Einheiten verkauften, war einer der ersten argentinischen Rock-Hits. Der Song war eine Kollaboration der Band mit dem Rocksänger Tanguito aus Buenos Aires. 
Als Bandleader galt der Sänger Litto Nebbia. Bereits 1969 wandte dieser sich allerdings von der Band ab und gründete ein erfolgreiches Soloprojekt. Die Bandmitglieder nutzten die inaktive Zeit für Reisen in die USA, um dort musikalische Einflüsse aufzunehmen. Ende 1969 fand eine kurze Reunion statt, der zwei Alben und zwei Singles zur Folge hatte. In der Folge löste sich die Band allerdings nur drei Jahre nach ihrer Gründung 1970 wieder auf.
2007 beschlossen die Gründungsmitglieder zum 40-jährigen Gründungsjubiläum eine Reunion und gaben Konzerte in Rosario und Buenos Aires.

## Diskografie
- 1967: La Balsa (Single)
- 1967: Los Gatos
- 1968: Viento dile a la lluvia (Single)
- 1968: Los Gatos (volumen 2)
- 1968: Seremos amigos
- 1968: Seremos amigos (Single)
- 1969: Sueña y corre (Single)
- 1969: Beat No 1
- 1970: Rock de la mujer perdida (Single)
- 1970: Rock de la mujer perdida
- 1970: Mamá Rock (Single)